# إلينا شارب
إلينا شارب هي لاعبة غولف كندية، ولدت في 7 مارس 1981 في هاميلتون في كندا.

## وصلات خارجية
- الموقع الرسمي
- إلينا شارب على موقع رابطة لاعبات الغولف المحترفات (الإنجليزية)
- إلينا شارب على موقع اللجنة الأولمبية الدولية (الإنجليزية)
- إلينا شارب على موقع أوليمبيديا (الإنجليزية)
- إلينا شارب على موقع اللجنة الأولمبية الكندية (الإنجليزية)